# Química combinacional
La química combinacional involucra la rápida síntesis o simulación por computadora de un gran número de moléculas o materiales diferentes, pero estructuralmente relacionados. Es especialmente común en CADD (del inglés: Computer aided drug design, significando: Diseño de fármacos asistido por computadora) y puede ser realizado en línea con software basado en web, tales como Molinspiration.

## Introducción
La síntesis de moléculas de un modo combinatorio puede conducir rápidamente a un gran número de moléculas. Por ejemplo, una molécula con tres puntos de diversidad (R1, R2, y R3) puede generar {\displaystyle N_{R_{1}}\times N_{R_{2}}\times N_{R_{3}}} estructuras posibles, donde {\displaystyle N_{R_{1}}}, {\displaystyle N_{R_{2}}}, y {\displaystyle N_{R_{3}}} son el número de sustituyentes diferentes utilizados.
Aunque la química combinacional solo ha sido tomada realmente por la industria desde la década de 1990, sus raíces pueden remontarse hasta la década de 1960, cuando un investigador de la Rockefeller University, Robert Bruce Merrifield, empezó a investigar la síntesis en fase sólida de péptidos. El profesor Pieczenik, un colega del Premio Nobel Merrifield, sintetizó la primera biblioteca combinacional, US Patent 5,866,363. En la década de 1980, el investigador H. Mario Geysen desarrolló esta técnica aún más, creando arreglos de péptidos diferentes en soportes separados, pero no una biblioteca combinacional basada en síntesis aleatoria.
En su forma moderna, la química combinacional probablemente ha tenido su mayor impacto en la industria farmacéutica. Los investigadores que intentar optimizar el perfil de actividad de un compuesto crean una biblioteca de muchos compuestos diferentes, pero relacionados entre sí. Los avances en la robótica han conducido a una perspectiva industrial de la síntesis combinacional, permitiéndoles a las compañías producir rutinariamente más de 100 mil compuestos nuevos y únicos por año (ver química medicinal).
Con el fin de manejar el vasto número de posibilidades estructurales, los investigadores frecuentemente crean una 'biblioteca virtual', una enumeración computacional de todas las estructuras posibles de un farmacóforo dado, con todos los reactantes disponibles. Tal biblioteca puede consistir de miles a millones de compuestos 'virtuales'. El investigador seleccionará un subconjunto de la 'biblioteca virtual' para síntesis real, basado en varios cálculos y criterios (véase: ADME, química computacional, and QSAR).

## Ciencia de materiales
La ciencia de materiales ha aplicado las técnicas de la química combinacional al descubrimiento de nuevos materiales. En este trabajo fue pionero P.G. Schultz et al., a mediados de los noventa en el contexto de materiales luminiscentes obtenidos por codeposición de elementos en un sustrato de silicio. Este trabajo fue precedido por J. J. Hanak en 1970 pero no estaban disponibles ni las computadoras ni las herramientas robóticas para su difusión en aquel tiempo. El trabajo ha sido continuado por varios grupos académicos así como por compañías con grandes programas de investigación y desarrollo (Symyx Technologies, GE, Dow Chemical etc). La técnica ha sido usada extensivamente para catálisis, coatings, electrónica, y muchos otros campos. La aplicación de las herramientas informáticas apropiadas es crítica para manejar, administrar, y almacenar volúmenes vastos de información producida. También han sido desarrollados nuevos tipos de métodos de diseño experimental para manejar eficientemente los grandes espacios experimentales con los que se puede encontrar usando métodos combinacionales.

## Bibliotecas orientadas a diversidad
Aunque la química combinacional ha sido una parte esencial en el descubrimiento temprano de fármacos por más de dos décadas, hasta el momento solo un químico sintetizado combinatoriamente de novo ha sido aprobado para su uso clínico por la FDA (sorafenib, un inhibidor de multiquinasa indicado para el cáncer renal avanzado)
. El análisis de la pobre tasa de éxito de este tipo de aproximación ha sugerido que esto se relaciona con el limitado espacio químico cubierto por los productos de la química combinacional. Cuando se comparan las propiedades de los compuestos en las bibliotecas de química combinacional a aquellas de las drogas aprobadas y productos naturales, Feher y Schmidt observaron que las bibliotecas de química combinacional sufren particularmente de quiralidad, así como de rigidez estructural, siendo ambos responsables de las propiedades farmacológicas de las drogas. Incluso aunque el descubrimiento de drogas de productos naturales no ha sido la tendencia de moda en la industria farmacéutica en años recientes, una gran cantidad de entidades químicas son derivadas de compuestos naturales y, en consecuencia, se ha sugerido que la efectividad de la química combinacional podría mejorarse mejorando la diversidad química de las bibliotecas de apantallamiento. Como la quiralidad y rigidez son las dos características más importantes que distinguen las drogas aprobadas y los compuestos naturales de los compuestos en bibliotecas de química combinacional, también son los dos tópicos en los que se enfatiza en las denominadas bibliotecas orientadas a la diversidad, esto es, colecciones de compuestos que apuntan a cubrir el espacio químico, en vez de solo un número gigantesco de compuestos.